# 清水公園
清水公園（しみずこうえん）は、千葉県野田市に所在する面積28万平方メートルの敷地を有する民営の自然公園。サクラ（桜祭り）とツツジ（つつじ祭り）の名所であり、日本さくら名所100選に選定されている。日本最大級のフィールドアスレチックを始め、園内施設が充実している。

## 概要

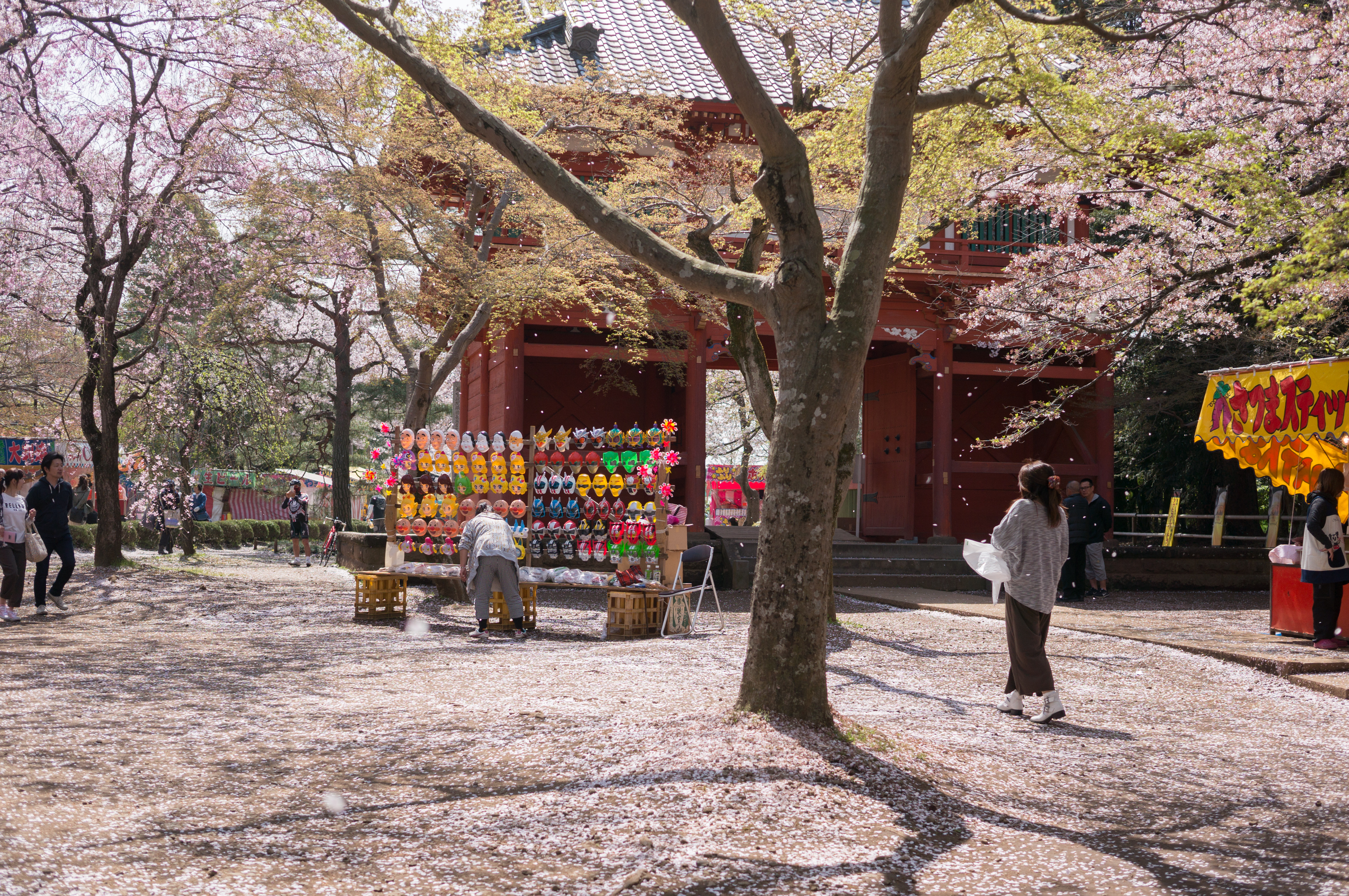
桜まつりの様子

野田の醤油醸造業柏屋5代目の茂木柏衛により1894年（明治27年）4月3日に開園。現在は株式会社千秋社が管理・運営をしている。開園から約120年の間、地域密着・自然志向路線を貫いており、園内にある各種施設と豊かな自然が、地域住民の安らぎの場として四季を通じて親しまれている。設立主旨は、かつてこの地で暮らしていた縄文人達の自然生活の姿を、現代の人たちにも園内の自然を通して体感し、安らぐ場を提供することを目的として造られたものである。キャッチコピーは「自然とともだち」。
縄文時代には、この辺り一帯は奥東京湾の入り江であったと推測される案内板があり（縄文海進）、これは現在も周辺に貝塚などの縄文遺跡が分布する事からも分かる。江戸川および支流の座生川沿いの開析谷の低地及び下総台地の縁辺が複雑に入り組む場所に立地しているため、園内は緑が多く起伏も存在する。
園内にあるフィールドアスレチックは日本最大級（100ポイント）の規模であり、特に池の上に作られた「水上コース」は人気がある。難易度は高く、レスキュー隊やスタントマンのチームがトレーニングに利用することもある。ここには2020年6月末までは水飛沫が噴き上がる世界初の噴水迷路「アクアベンチャー」もあり、ここも人気スポットとなっていた。入園料は無料、駐車場及び各施設利用の場合は有料である。自然が数多く残されているため、近隣の幼稚園や小学校の遠足の行き先としても親しまれている。千葉県民の日を初めとして、年に数日、有料施設が割引となる日がある。
当公園オリジナルのご当地キティ（地域限定キティ）として「桜アフロヘアーのハローキティ」がある。モチーフは清水公園の桜とフィールドアスレチックである。

### 季節行事
春の花見の名所として知られ、財団法人日本さくらの会より「日本さくら名所100選」に選定されている桜の名所でもあり、ソメイヨシノを中心に約50種類2000本の桜が植栽され、桜の季節にはたくさんの桜が咲く。開花期には「桜祭り」が開催され、花見客でにぎわう。園内のみならず清水公園駅から公園まで続く参道や、公園外周にも桜が植栽され、花の回廊をつくりだしている。ほか早春には「梅祭り」なども開催される。
また、関東有数のつつじの名所で、70000平方メートルの敷地に100品種、20000株のツツジが植栽されている。特にオオムラサキが多く、園内の至る所に植樹されている。毎年4月下旬から5月上旬の開花期には「つつじ祭り」が開催される。樹齢300年を超えるヤエキリシマの古木が自然樹形のままで植えられている他、 特筆すべきは関東では当公園でしか見ることのできないといわれている希少なヤマツツジであるアズマカノコを観察することができる。
他にも、秋には約800本のイロハモミジを始めとした落葉樹が一斉に色づく紅葉の名所で、四季を通じて美しい景観を堪能することができる。

### 英語表記
清水公園の英語表記はSHIMIZU PARKではなく、ローマ字読みのSHIMIZU KOUENであり、公式ホームページのヘッダー部分を初め、公式SNS（Twitter・Facebook・Instagram）のアイコン、公式サイトのドメイン名やメールアドレス、特別入場券などの公式発行物、さらには公園エントランスゾーンの表札にも明記されている。ただし公式コンテンツである「清水公園チャンネル」など一部ではSHIMIZU PARKと記されているものもある。
なお、公園の近傍にある清水公園駅の英語表記はShimizu kōen Stationである。

## 沿革

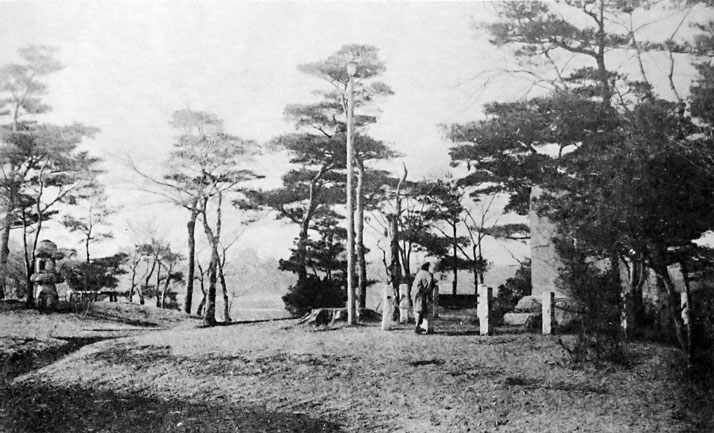
大正末頃の清水公園（第一公園）

清水公園の歴史は古く、1894年（明治27年）1月に野田醤油（現・キッコーマン）初代社長の父である茂木柏衛が、金乗院（1398年開山）の門前の林地5千5百坪（約18,200平方メートル）を借地料1000円を前納して50年契約で借地して造園した庭園（現・第一公園）および迎賓館（現・聚楽館）を同年4月3日に町の人々に解放したのが、この公園の起源である。聚楽講と称する講を結成して園の運営基金に充てていたことから開園当時は「聚楽園（しゅうらくえん）」を名乗っていたが、所在地が当時清水村だったことから通称として「清水公園」と呼ばれるようになりその名前が定着した。その後、1929年に林学博士である東京大学の本多静六教授による指導の下に改良され、同年5月に第二公園を拡張開園して今日に近い形に整備され、近年公園西側の座生川沿いの低地を拡張造園し、2002年（平成14年）3月26日に総面積70,000平方メートルのフラワーガーデンが開園し現在に至っている。
現在のアクアベンチャーがある場所は、「乗り物公園」と呼ばれる鉄道車両や軍用機などの乗り物の展示施設であった。鉄道車両は東急デハ200形電車のデハ206号と国鉄C57形蒸気機関車の129号機が静態保存で展示されていた。また軍用機はF86DとT-6テキサンが静態保存で展示されていた。他にも1970年（昭和45年）まで川間駅で使用されていた初代野田市駅の駅舎が移築保存されていた。展示されている車両は露天展示で状態が悪化したため、駅舎とC57形蒸気機関車を除き解体・撤去された。跡地には1987年（昭和62年）3月に巨大迷路ピラビリンス（アクアベンチャーの前身）が開設された。残された駅舎の方は老朽化のため巨大迷路開設後の1990年（平成2年）に取り壊された。駅舎の部材は野田市教育委員会によって保存されている。C57形蒸気機関車も部品の盗難が目立ち、状態のさらなる悪化から1996年（平成8年）7月に解体・撤去された。

### 年表
- 1894年（明治27年）

座生沼ボート乗り場。奥に江戸川の堤防が望まれる。（1961年）

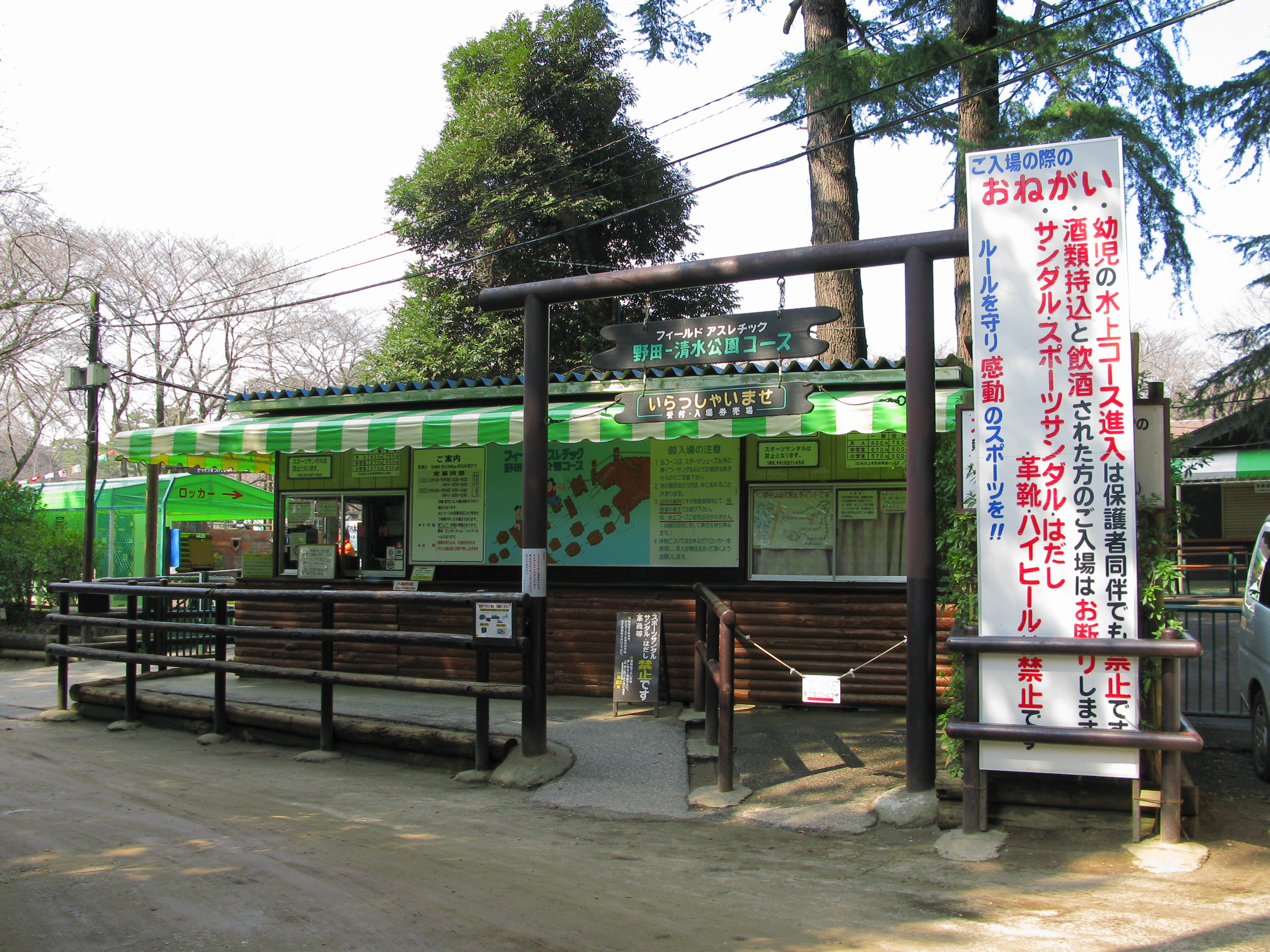
(旧)フィールド･アスレチック受付

  - 1月 - 金乗院の林地を借地し、庭園（現・第一公園）を造園[13]。
  - 4月3日 - 聚楽園として一般町民に開放する。開園式挙行。
- 1925年（大正14年）5月19日 - 「合名会社千秋社」を発足した[19]。清水公園の経営権を茂木家より引き継ぐ。
- 1927年（昭和2年） - 桜を園内に植栽。
- 1929年（昭和4年）5月 - 金乗院の西側に第二公園が新たに拡張開園した。披露宴開催。
- 1937年（昭和12年）3月 - 大集会場「座生荘」を開設した[20]。
- 1941年（昭和16年） - いちご園のいちご狩りが終了する[21]。
- 1944年（昭和19年）7月7日 - 「株式会社千秋社」と改組を行った[19]。
- 1955年（昭和30年）10月 - 野田市教育委員会により園内に万葉植物教材園ができる[22]。
- 1956年（昭和31年）3月 - レストランが開設される[19]。
- 1969年（昭和44年）2月 - 園の南側が拡張され、乗り物公園が仮開園される[19]。展示物の野田町駅旧駅舎は川間駅で翌年まで使用中のため未設置であった。
- 1970年（昭和45年） - キャンプ場が開設される。
- 1971年（昭和46年）
  - 5月24日 - 乗り物公園が正式開園、当時の革新系市長新村勝雄によるテープカットが執り行われた[23]。
  - 12月 - 旧花野井家住宅が当地に移築される[19]。
- 1972年（昭和47年） - レストランパークを開業する。
- 1976年（昭和51年）3月 - フィールドアスレチック野田清水公園コースが開場する[24]。
- 1981年（昭和56年）9月 - ポニー牧場「グリーンフィールド」開場[19]。
- 1986年（昭和61年）10月 - 野田青年会議所が中心となってホンドリス（ニホンリス）オスメス各五頭が園内に放され、「リスの森」がスタートした[25][26]。全国初の自然環境下の放し飼いにおける繁殖の成功例となった[15][注 5]。
- 1987年（昭和62年）3月 - 乗り物公園の跡地に巨大迷路ピラビリンスが開設される[19]。
- 1990年（平成2年）
  - 3月3日 - 日本さくらの会より「日本さくら名所100選」に選定され、清水公園の桜が「慈光桜」と命名される[19]。
  - 7月 - ピラビリンスの一部に噴水迷路を導入し、アクアベンチャーとして改修される[19]。
- 1991年（平成3年）3月 - ハーブガーデンが開設される[19]。
- 1993年（平成5年）4月 - ジャイアントスロープ開場[19]。
- 1994年（平成6年） - キャンプ場内にマス釣り場が開設される[19]。
- 1998年（平成10年） - レストランパークを「レストハウス花みずき」に改修する[19]。
- 2000年（平成12年）4月10日 - 樹木医が清水公園の桜並木を診察[27]
- 2002年（平成14年）3月26日 - フラワーガーデン「花ファンタジア」が園の西側に拡張開園した。
- 2005年（平成17年）6月1日 - 都市計画道路（清水公園駅前線）の整備に伴い、ジャイアント・スロープが閉場される[28][注 6]。
- 2007年（平成19年）5月3日 - 花ファンタジアの入場者50万人達成。
- 2007年（平成19年）7月7日 - 飯田圭織のバスツアー開催。
- 2008年（平成20年）3月29日 - 園内を横断する市道、清水公園駅前線が整備される。公園の分断を避けるため半地下構造の道路となった[29][注 7]。
- 2012年（平成24年）3月26日 - フラワーガーデン「花ファンタジア」が10周年を迎える。記念イベントを開催。
- 2013年（平成25年）7月9日 - 野田市より「緑地レクリエーション地区」の指定を受ける[30][31]。
- 2014年（平成26年）
  - 4月3日 - 開園120周年を迎える。野田市役所にて写真展が開催された[32]。
  - 4月26日 - キャンプ場およびマス釣り場がリニューアルオープンする。オープニングセレモニーが4月23日に行われた[33][34]。
- 2015年（平成27年）9月28日 - フィールドアスレチックの全面的な改修工事を開始する[35]。
- 2016年（平成28年）
  - 3月18日 - 午後12時よりフィールドアスレチックをリニューアルオープンする[36]。クラブハウスおよび入口が第二公園広場がある西側に移転された。
  - 7月1日 - 草花が停滞期とされている夏季（7-8月）および冬季（12-2月）の花ファンタジアの営業を休止する（ただし場内のレストランは営業）[37]。
- 2017年（平成29年）4月5日 - 園内にWi-Fiのアクセスポイントを新設する[38]。
- 2018年（平成30年）
  - 7月15日 - フィールドアスレチックの入場客数が累計1000万人を達成し、ノベルティグッズの配布や記念セレモニーが13時より開催された[24]。
- 2019年（平成31年／令和元年）
  - 3月16日 - エントランスならびに売店を改装、観光案内所とレストランを新設[39][40]。
  - 10月23日 - ポニー牧場が全面禁煙となる[41]。
- 2020年（令和2年）
  - 4月8日 - 2019新型コロナウイルスの感染拡大防止のため、有料施設（フィールドアスレチック・キャンプ場・バーベキュー場・アクアベンチャー・ポニー牧場・花ファンタジア・マス釣り場・売店・カフェ）の営業を休止する[42]。
  - 6月1日 - 清水公園の有料施設の営業を再開する。ただしアクアベンチャーおよびフィールドアスレチックは日曜日休場の措置が取られ、フィールドアスレチックでは落水の可能性のあるポイント[注 8]、および密が予想されるポイントは引き続き競技不可[43]（同年9月14日より条件付きで解除）。
  - 6月8日 - ホームページをリニューアルする[44]。
  - 6月30日 - この日を以ってアクアベンチャーが閉場される[45]。リニューアルされることが決定した(10月現在)。
  - 7月5日 - この年に限り、花ファンタジアの開園を6月末から7月5日まで延長する[46]。
  - 7月18日 - フィールドアスレチックが事前予約制に移行する[47]。
- 2021年（令和3年）
  - 1月9日 - フィールドアスレチックの水上コースと冒険コースの一部（落水の可能性のあるポイント）を休止する[48]。
  - 3月13日 - ポニー牧場が事前予約制に移行する[49]。
  - 9月1日 - マス釣り場を休止し、土・休日に焼魚（鮎）を販売する[50]（10月6日再開）。
  - 11月30日 - 花ファンタジアのレストランがこの日を以って営業終了する。
- 2022年（令和4年）
  - 3月1日 - フィールドアスレチックに幼児（未就学児）専用エリアを新設する[51][12]。これに伴い、フィールドアスレチックの料金を改定、幼児料金の対象年齢の引き下げ（3歳以上[注 9]）を実施する[52]。
  - 7月1日 - アクアベンチャーがリニューアルオープンする[53][54]。
  - 11月30日 - 花ファンタジアの温室がこの日を以って閉鎖される。
- 2023年（令和5年）
  - 9月5日 - ホームページをリニューアルする[55]。
- 2024年（令和6年）
  - 7月14日 - 「アソブンジャー」と称するご当地ヒーロー風の映像を使用した千秋社（清水公園）のCMが完成[56]、テレビ放送を開始する。青山穣が歌唱するテーマソングはリビコー社が担当した[57]。
  - 12月1日 - ポニー牧場の全面的な改修工事に伴ない、この日を以って閉場される[58][59]。工事完了は2026年を見込んでいる。

## 花ファンタジア

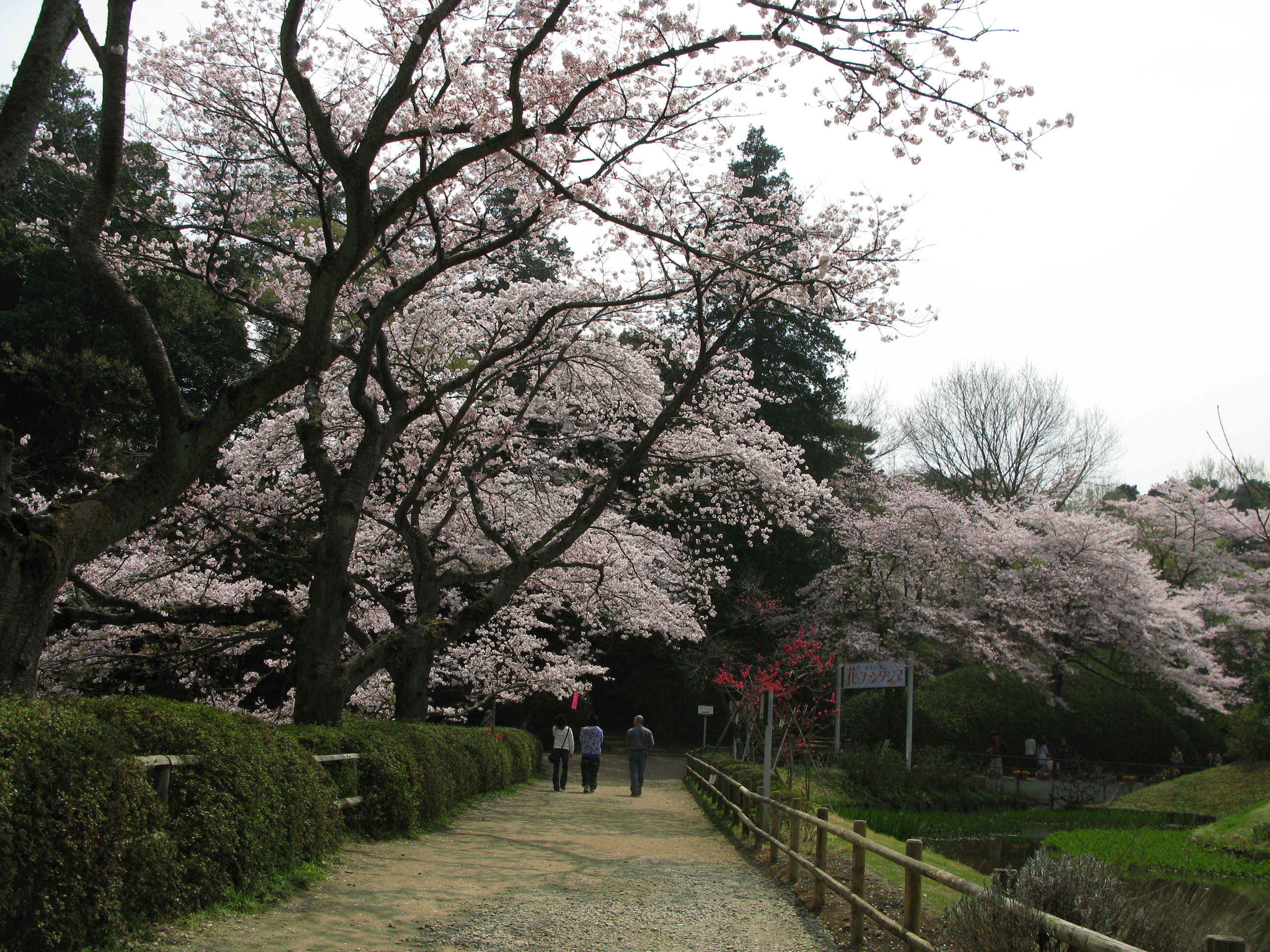
花ファンタジア入口

花ファンタジア（はなファンタジア）は、総面積70,000平方メートルのフラワーガーデン。
公園西側の座生川沿いの湿地を造園し開園した。開園式は2002年（平成14年）3月26日午後に行われた。造成時の仮称は「大花園」または「フラワーガーデン」であり、入口（受付）は現在よりやや北側のローズガーデン付近にあり、入口前の水路には橋が架けられていた。フラワーガーデンの名称は一般公募したところ2,777通の応募があり、討議した結果、「夢があり覚えやすく、印象深い」等の理由により、ネーミング大賞に選考された「清水公園 花ファンタジア」に決定した。2012年（平成24年）3月26日フラワーガーデン「花ファンタジア」が10周年を迎え、園内のリニューアルが行われ、6月2日から10日までの約1週間にかけて記念イベントが開催された。
季節により入園料が変動するので公式サイトを確認のこと。

## 施設
営業中の施設（無料）

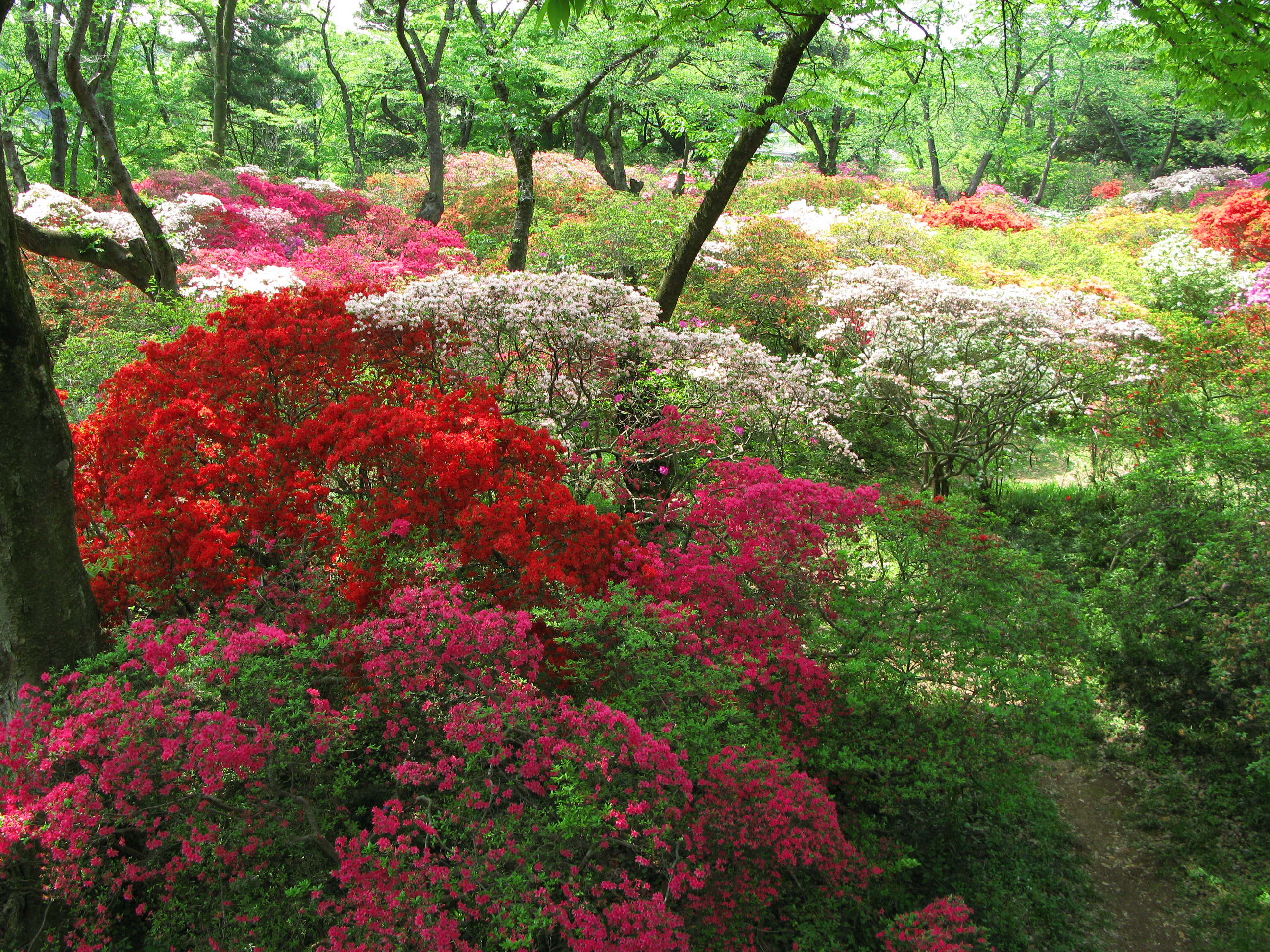
清水公園のつつじ

- ツツジ園（7ヘクタールの敷地に100品種2万株のツツジ）
- 梅園（第一公園内に100本の梅）毎年2月の上旬から1ヵ月間梅祭りが行われる
- もみじ谷
- 公園広場
  - 第一公園広場
  - 第二公園広場
- エントランスゾーン
  - 売店
  - cafe アゼリア
  - 管理事務所
  - 観光案内所
- トイレ・多目的トイレ

※ 園内の第一公園の入口付近に民間の売店がある。
営業中の施設（有料）
- フラワーガーデン「花ファンタジア」

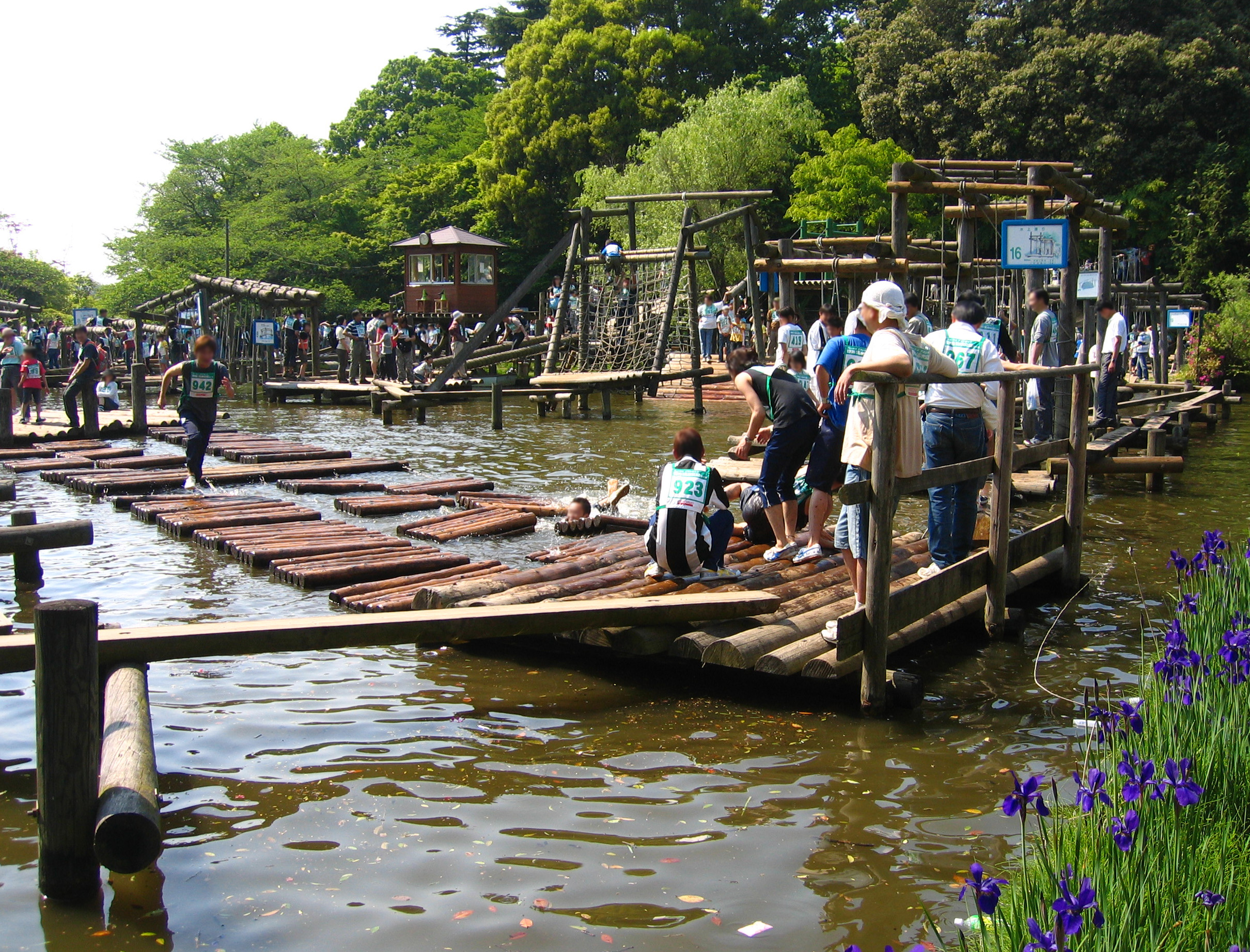
フィールド・アスレチック水上コース

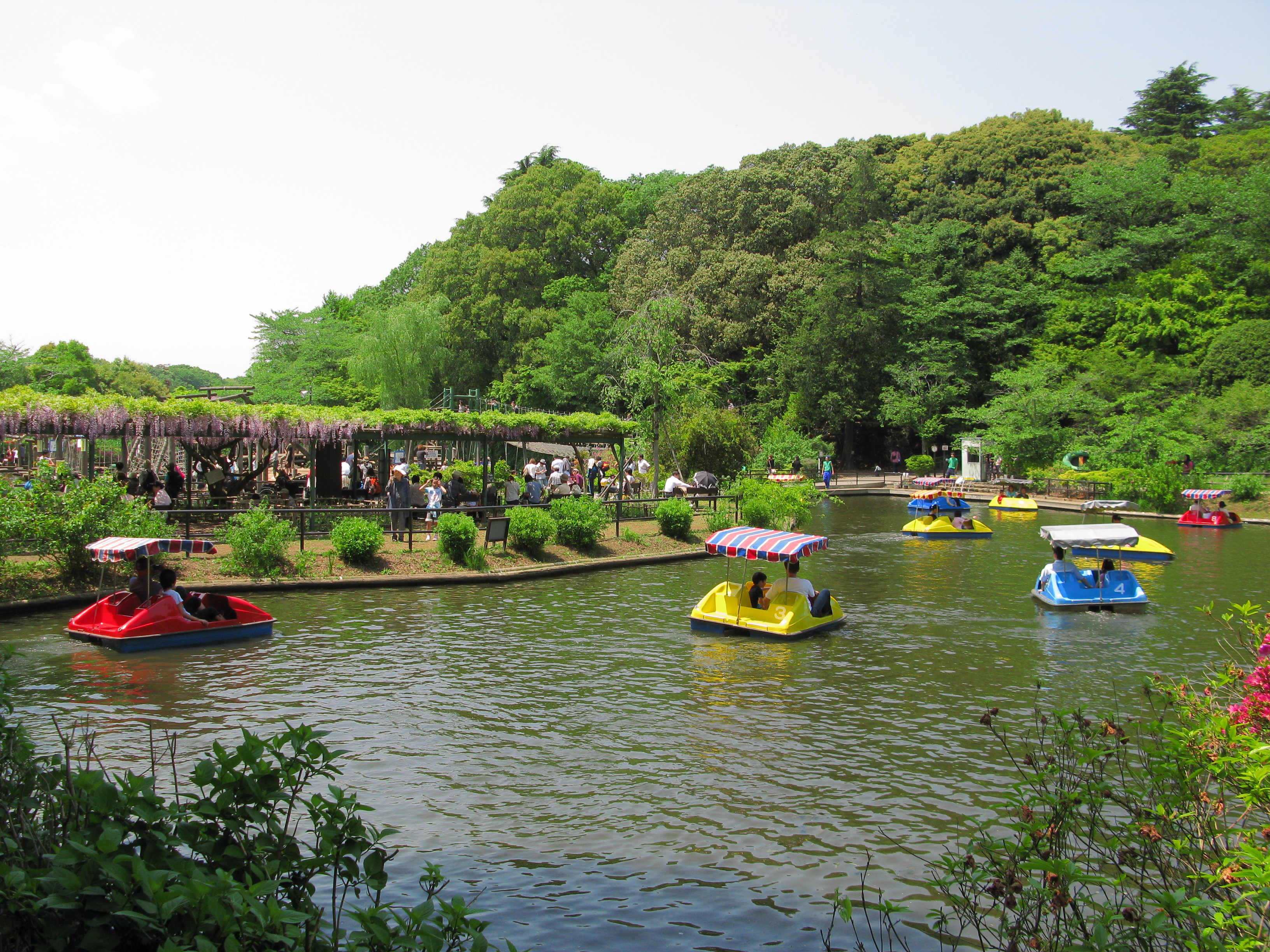
ボート池

- フィールド・アスレチック（事前予約制、対象年齢小学生以上[注 11]、雨天およびコース不良の場合は休場）
  - チャレンジコース（旧・ファミリーコース）
  - 冒険コース
  - 水上コース（未就学児の入場禁止）
  - 幼児専用エリア「わくわく砦」、「わんぱくの森」[12]（対象年齢小学生未満）
  - お弁当広場
- （新）アクアベンチャー（事前予約制）
  - アクアゾーン - じゃぶじゃぶ池を中心に、ウォータースライダーなど水に関するさまざまな遊具や仕掛けがあり、水遊びできる。水で濡れるため着替え必須。冬場（ドライ期：10月〜翌年5月）は水を用いないため、濡れることはない。
  - 迷路ゾーン - ゲーム要素やアスレチック要素が盛り込まれた、難易度が異なる2つの巨大迷路がある。
    - にゅうもんコース
    - たつじんコース
- ポニー牧場「グリーンフィールド」 - ポニーやサラブレッドなど動物とふれあう牧場 （事前予約制、雨天休場）
  - 遊具コーナー
- キャンプ場（完全予約制）
  - バンガロー（6帖・8帖、宿泊のみ）
  - オートキャンプ場（日帰り・宿泊）
  - デイキャンプ場（日帰りのみ）
  - バーベキュー場（日帰りのみ）
  - 松風苑バーベキューガーデン - バーベキューレストラン
- マス釣り場 - ニジマスの釣り堀
- ボート池（冬季休業）

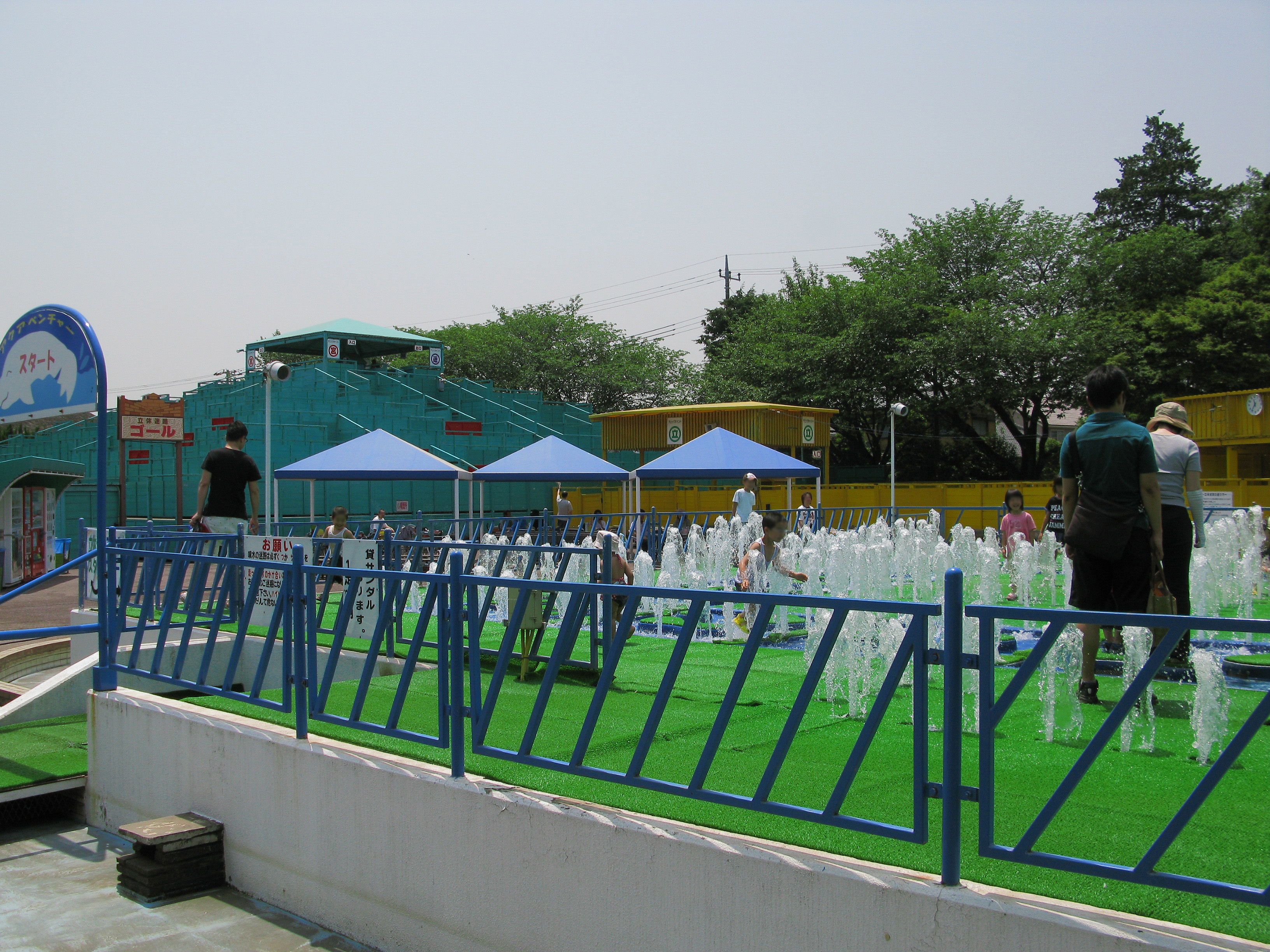
旧アクアベンチャー（現存しない）
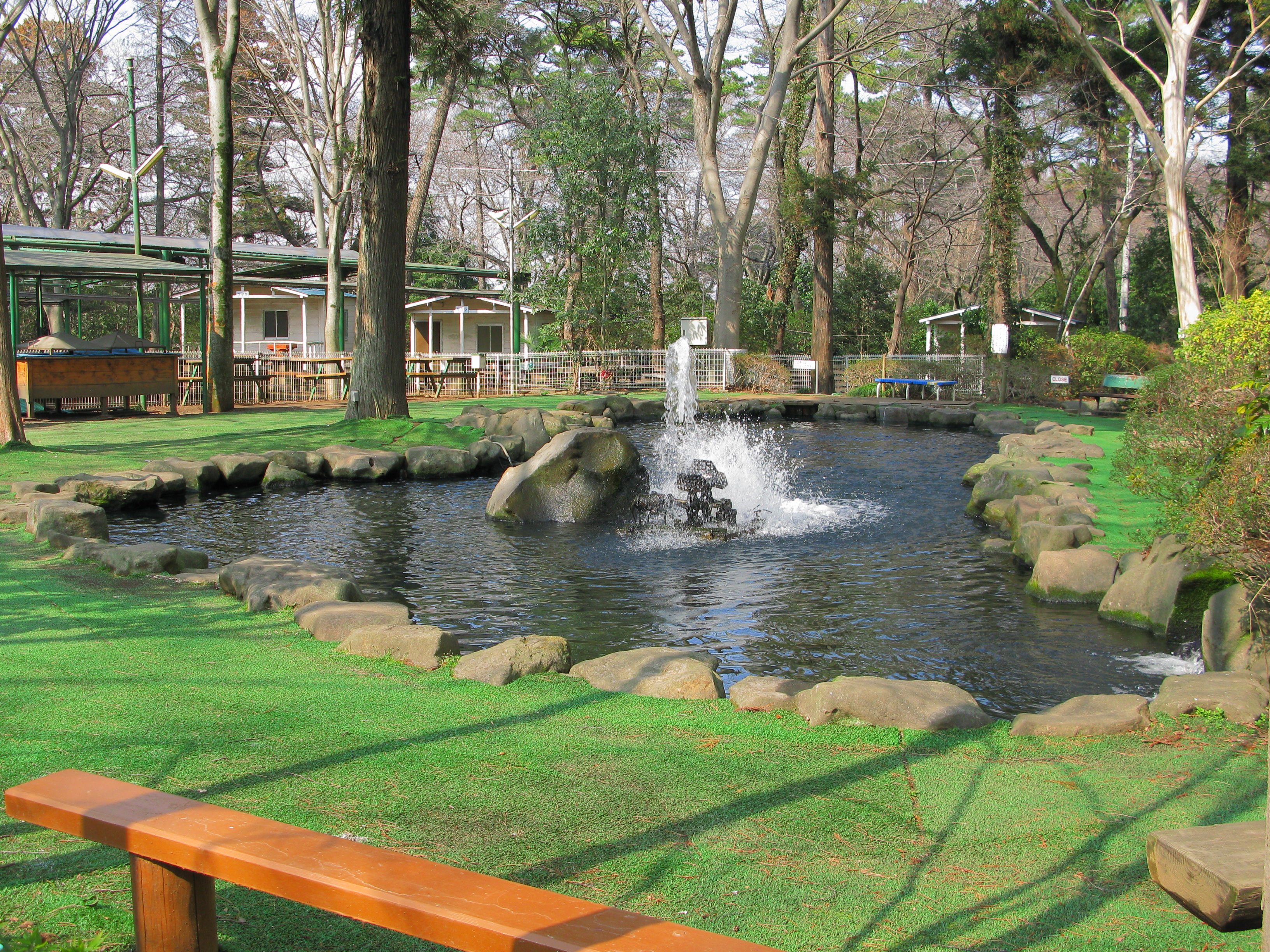
マス釣り場
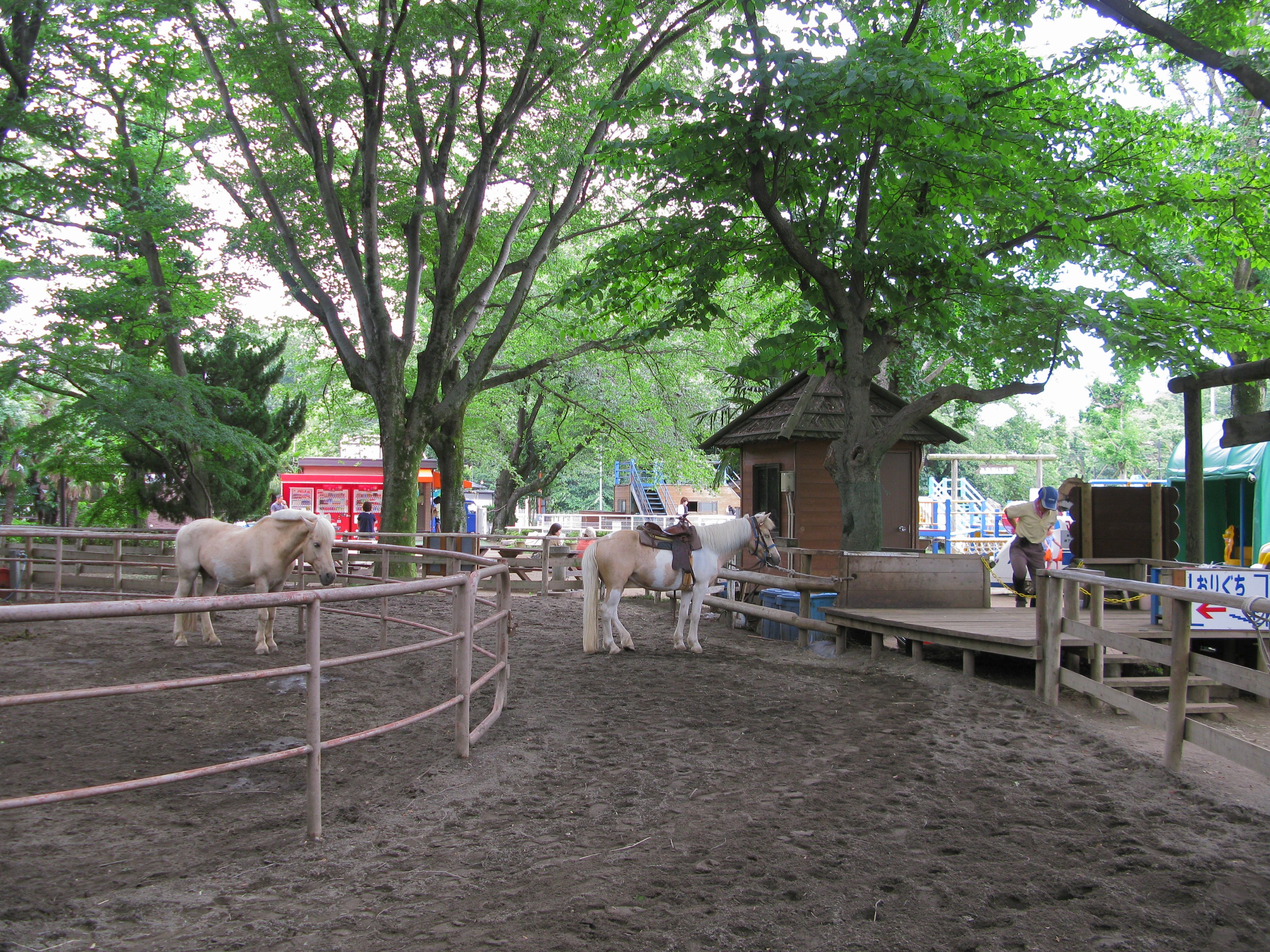
グリーンフィールド

終了した施設

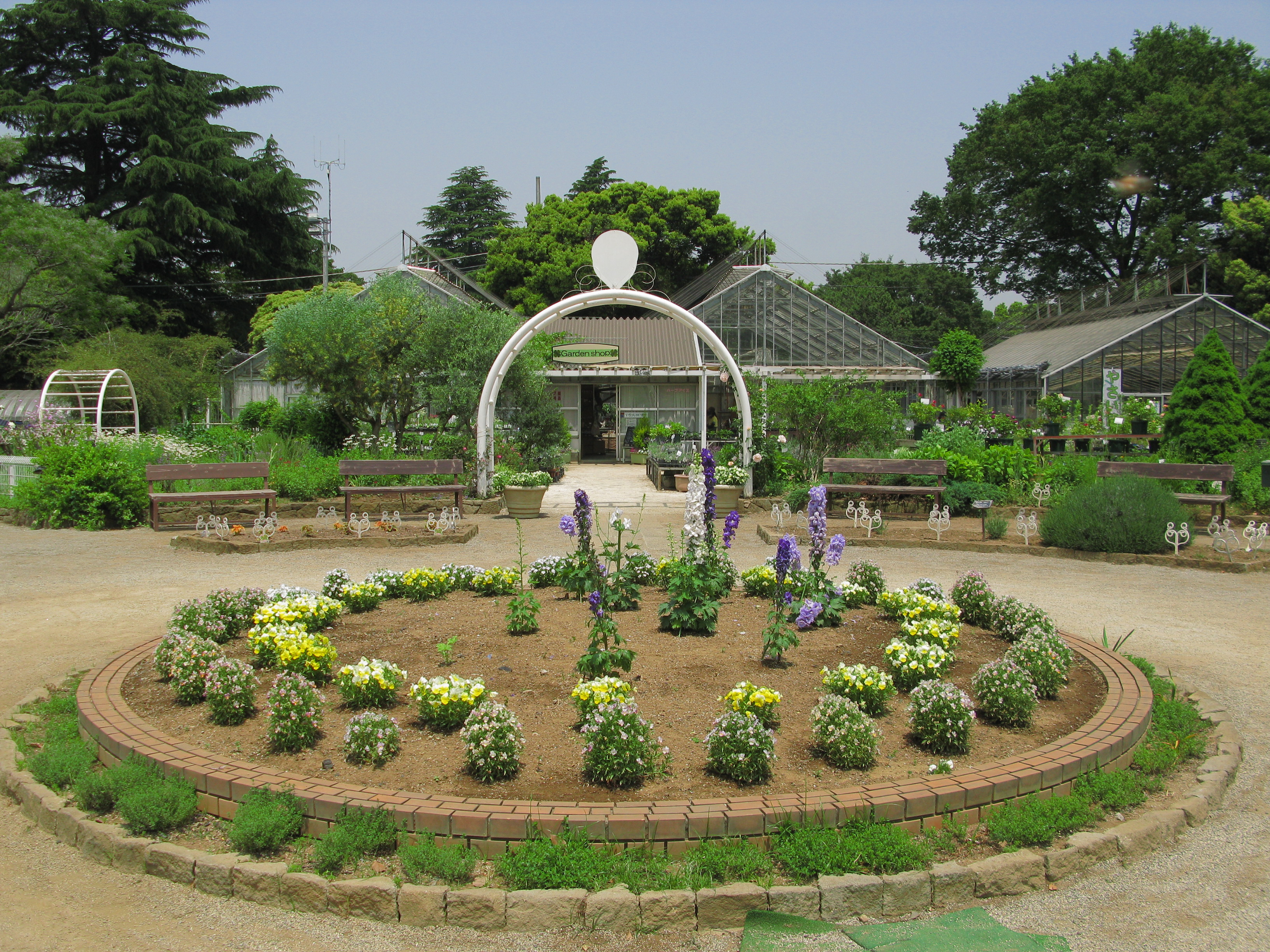
ハーブガーデンと園芸ショップ

- 噴水迷路（旧）「アクアベンチャー」（旧、立体迷路「ピラビリンス」） - 現在はリニューアルされた同名の施設がある。
- ジャイアント・スロープ - 人工芝の坂を滑り降りるソリゲレンデ。年齢や体格に応じて40メートルと50メートルの2つのコースが選べた[61]。現在は空き地となっている。
- 乗り物公園[16] - 乗り物の展示施設（前述）
- 園芸ショップ[37][62] - 現在は花ファンタジア内の園芸ショップに統合され、跡地はエントランスゾーンの一部となっている。
- ハーブガーデン - エントランスゾーン新設のため終了
- 軽食ショップ「ポプリ」 - 同上
- 子供のりものコーナー - 同上
- （旧）管理事務所 - 同上。エントランスゾーン内に新築された。

これ以外にもいちご園（畑）（現グリーンフィールド、旧ハーブガーデン・園芸ショップ→現エントランスゾーンの一部、現第一・第二駐車場の一部）、ぶどう園（現、フィールドアスレチックの一部）、草花園（旧ジャイアントスロープ）、釣り堀（現水上コース）、菖蒲園（現ボート池の場所）、盆栽園・牡丹園（現第二公園の一角）、民間の売店（豆玉堂、第二公園広場の一角）もあった。

## 旧跡

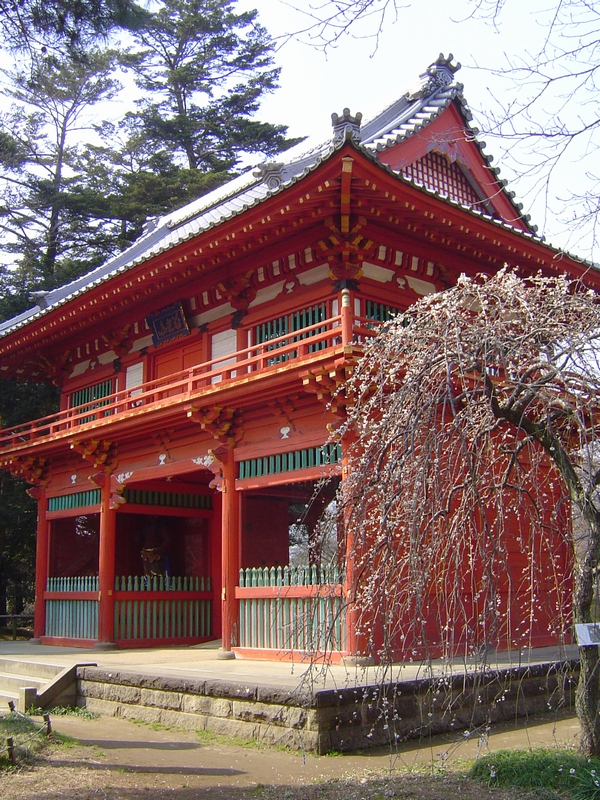
仁王門とその脇の梅

- 慈光山能延寺金乗院 - 1398年（応永5年）開山 真言宗豊山派の寺院
  - 清水開運不動尊（金乗院境内）
  - 劫初の桜（金乗院境内） - 樹齢140年のソメイヨシノ。開花時期は周囲のソメイヨシノよりも若干早い。
  - 仁王門 - 1711年（正徳元年）頃（300年前）建立。金乗院開基600年を期に1998年（平成10年）11月に全面修復され[19]、建立当時のニカワの丹塗りが再現された。また、2体の金剛力士（仁王像）も復元彩色された。
- 聚楽館 - 大正時代に建てられた茂木利平の書院。茂木柏衛が第一公園内に移築し迎賓館的に使用していた。現在は有料で貸席として、または一般市民の集会所として利用。
  - しだれ桜 - 明治初期より聚楽館前に所在する。樹齢はおよそ100年強[66]。
- 旧花野井家住宅（国の重要文化財） - 江戸時代前期の古民家。千葉県流山市から1971年移築。野田市郷土博物館が管理。
  - 薬医門 - 敷地の入口に設立
- 座生荘 - キャンプ場内にある集会所（1937年3月開設）
- 浅間山 - 1876年（明治9年）に造営された富士塚。聚楽館の南西側にある。
- 花人の石碑 - 聚楽館の南側周囲に設立。

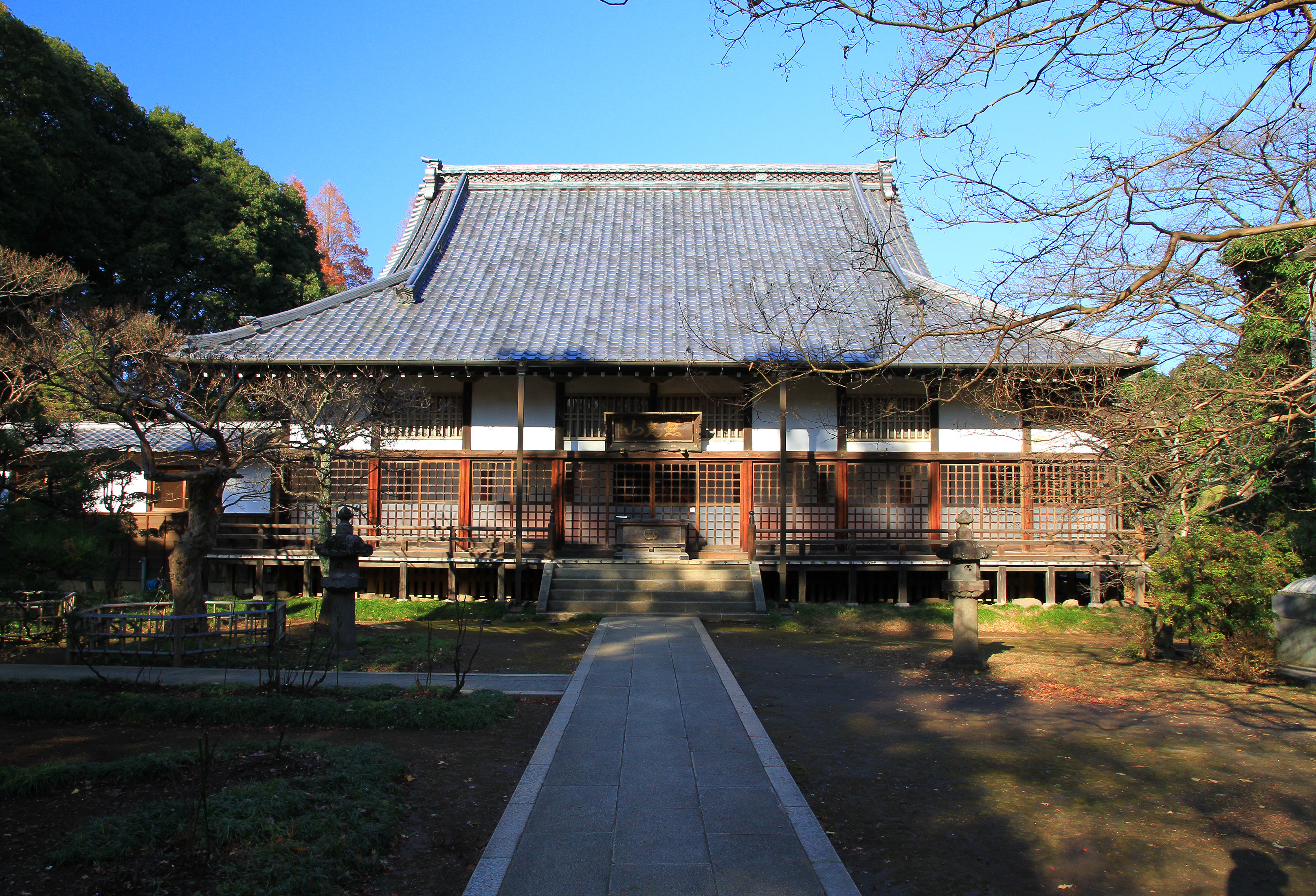
慈光山金乗院 本堂
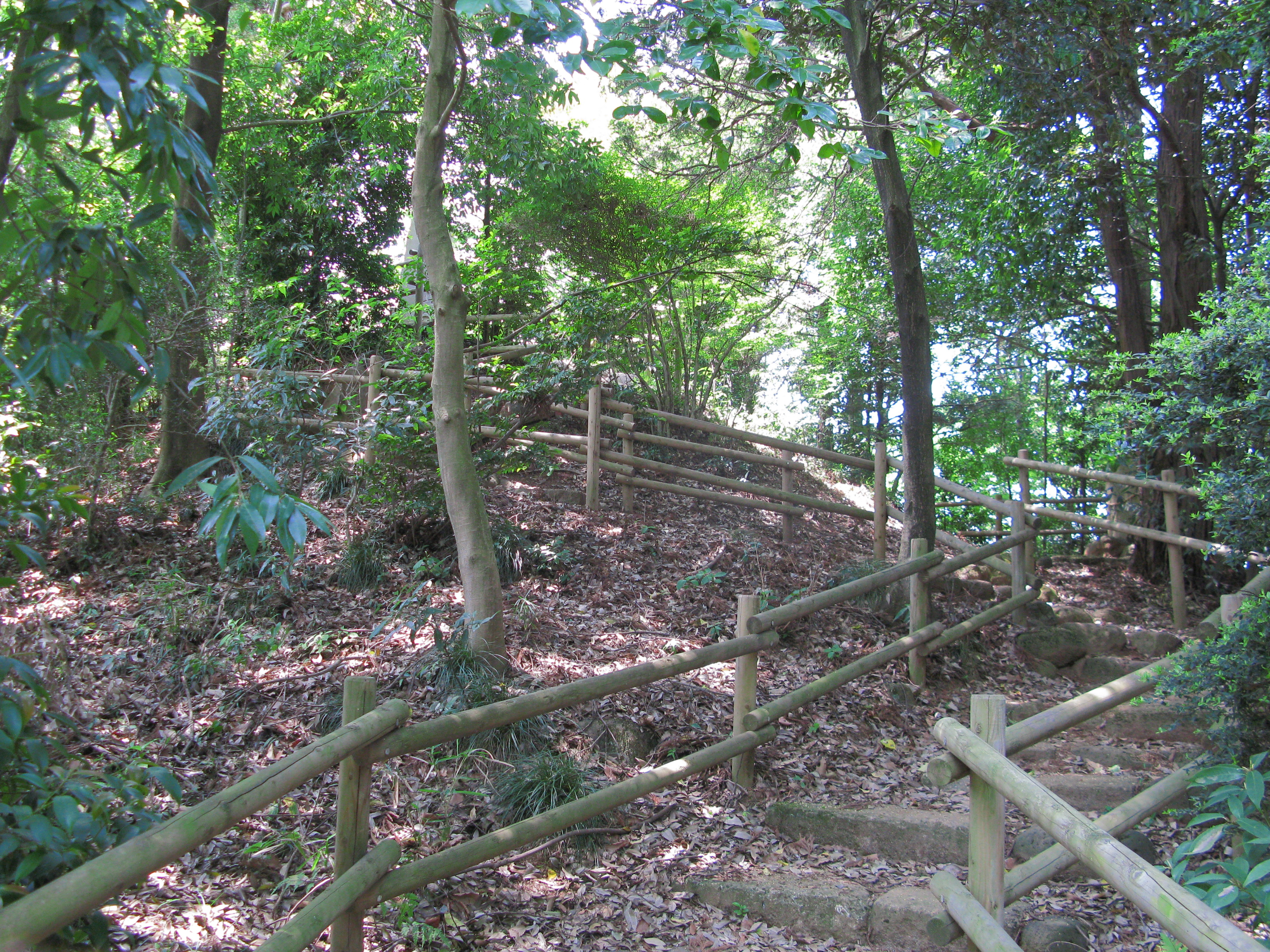
浅間山
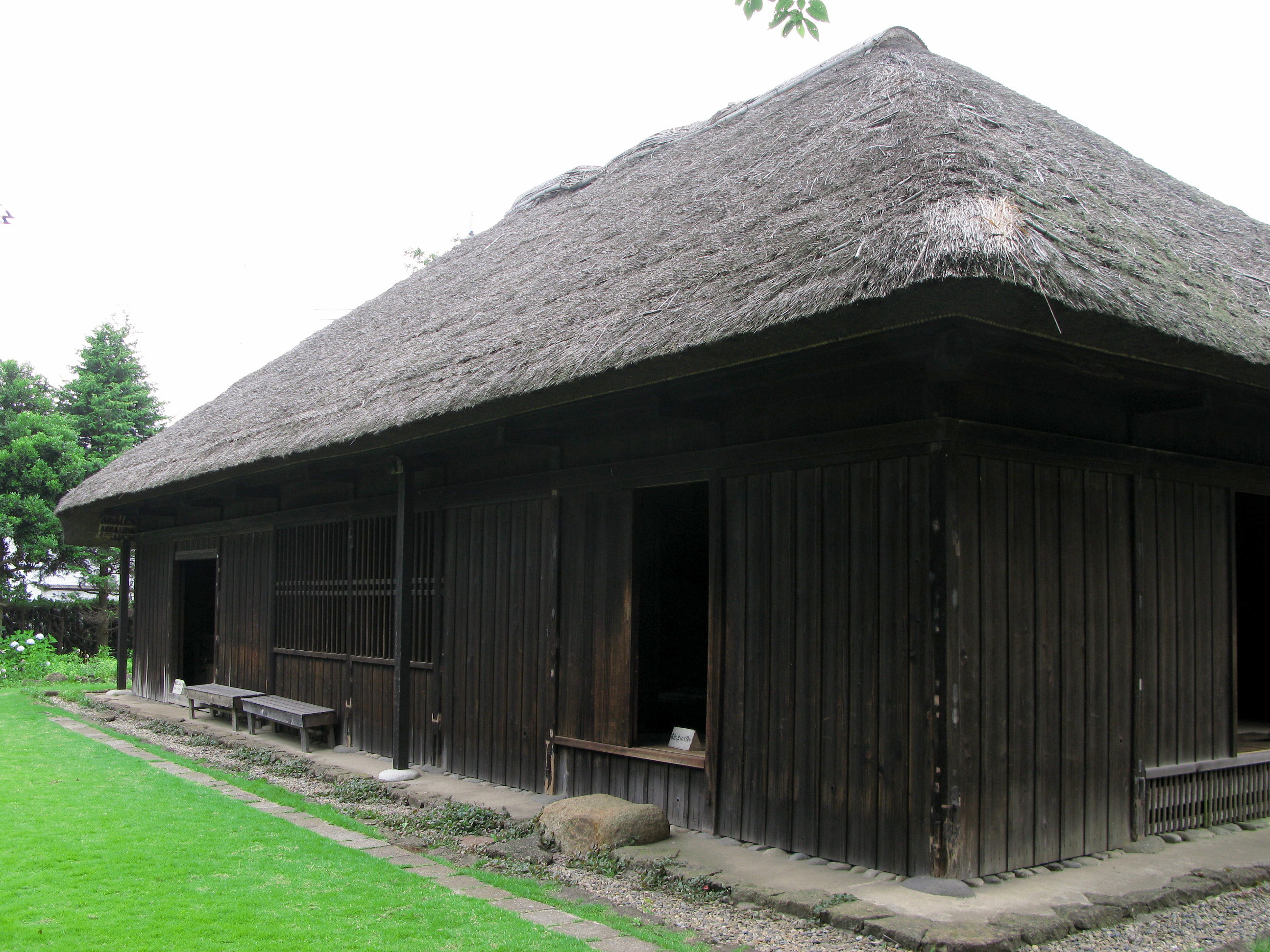
旧花野井家住宅（重要文化財）

## 祭事
- 蝋梅まつり（1月中旬 - 2月）
- 梅まつり（2月中旬から3月上旬） - 「聚楽館」をお休み処として開放。
- さくらまつり（3月下旬から4月上旬）
- つつじまつり（4月下旬から5月上旬）
- ローズフェスタ（5月下旬から6月上旬） - 花ファンタジア内

## 風景

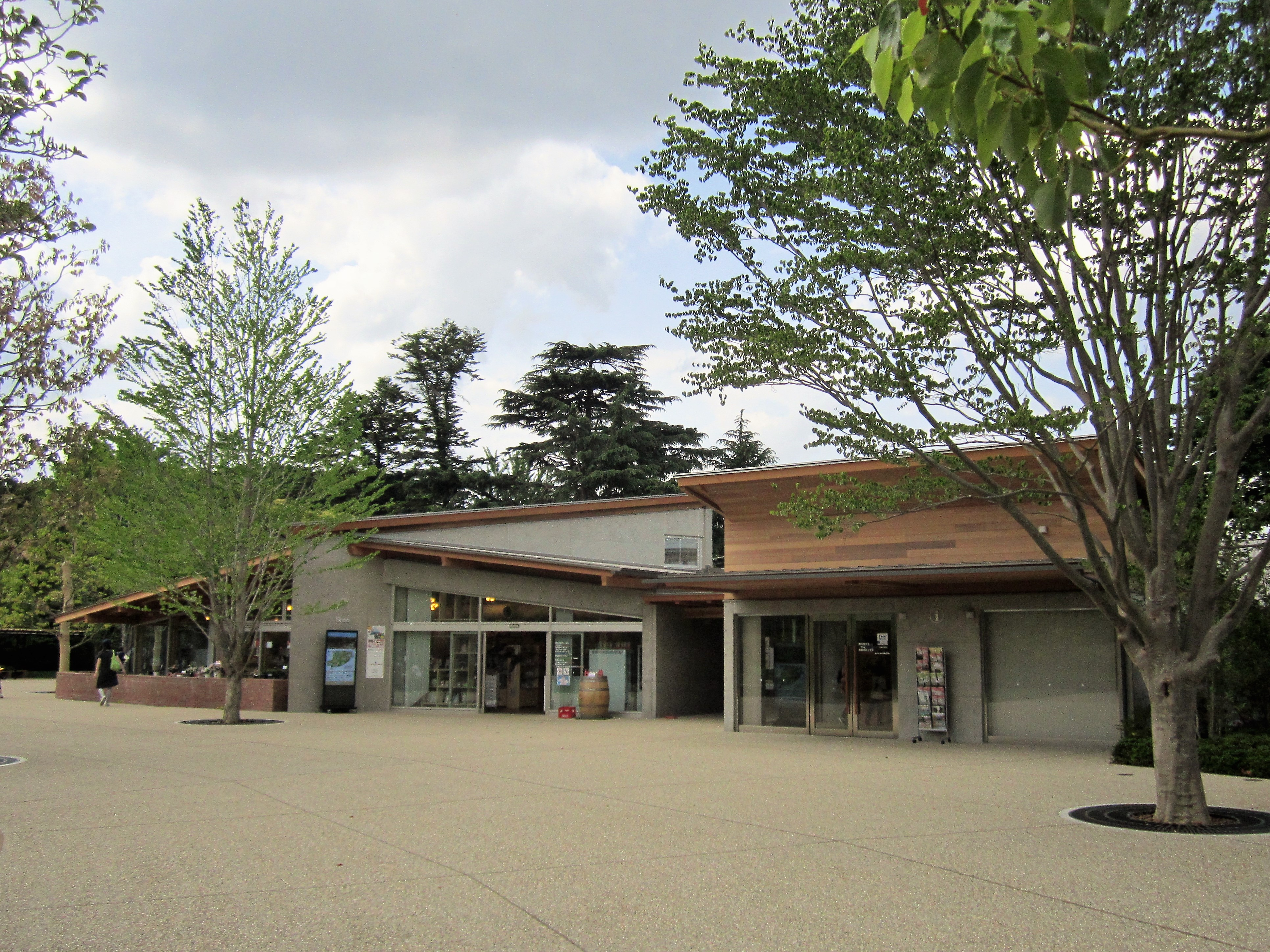
エントランスゾーン
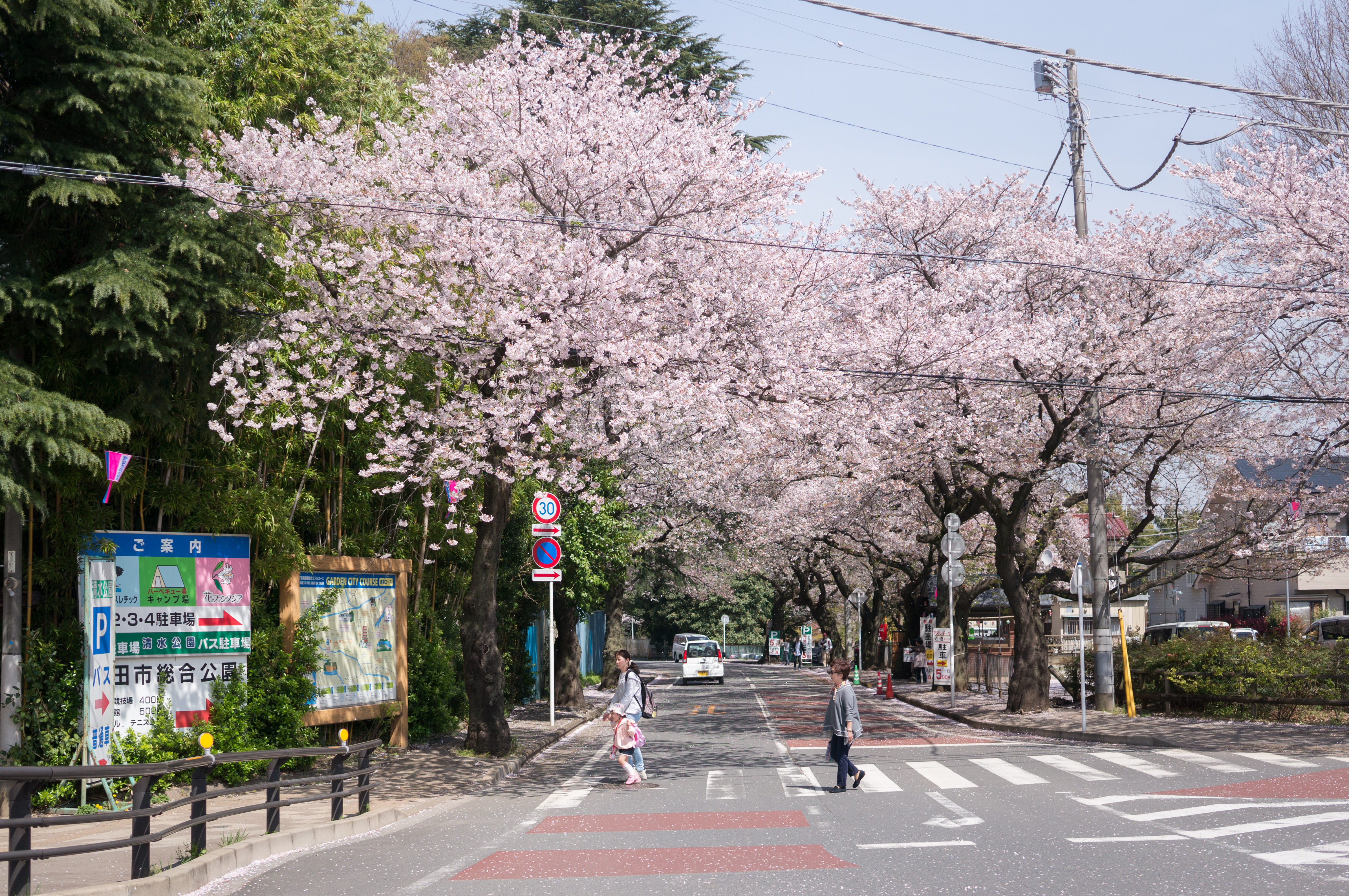
公園外周
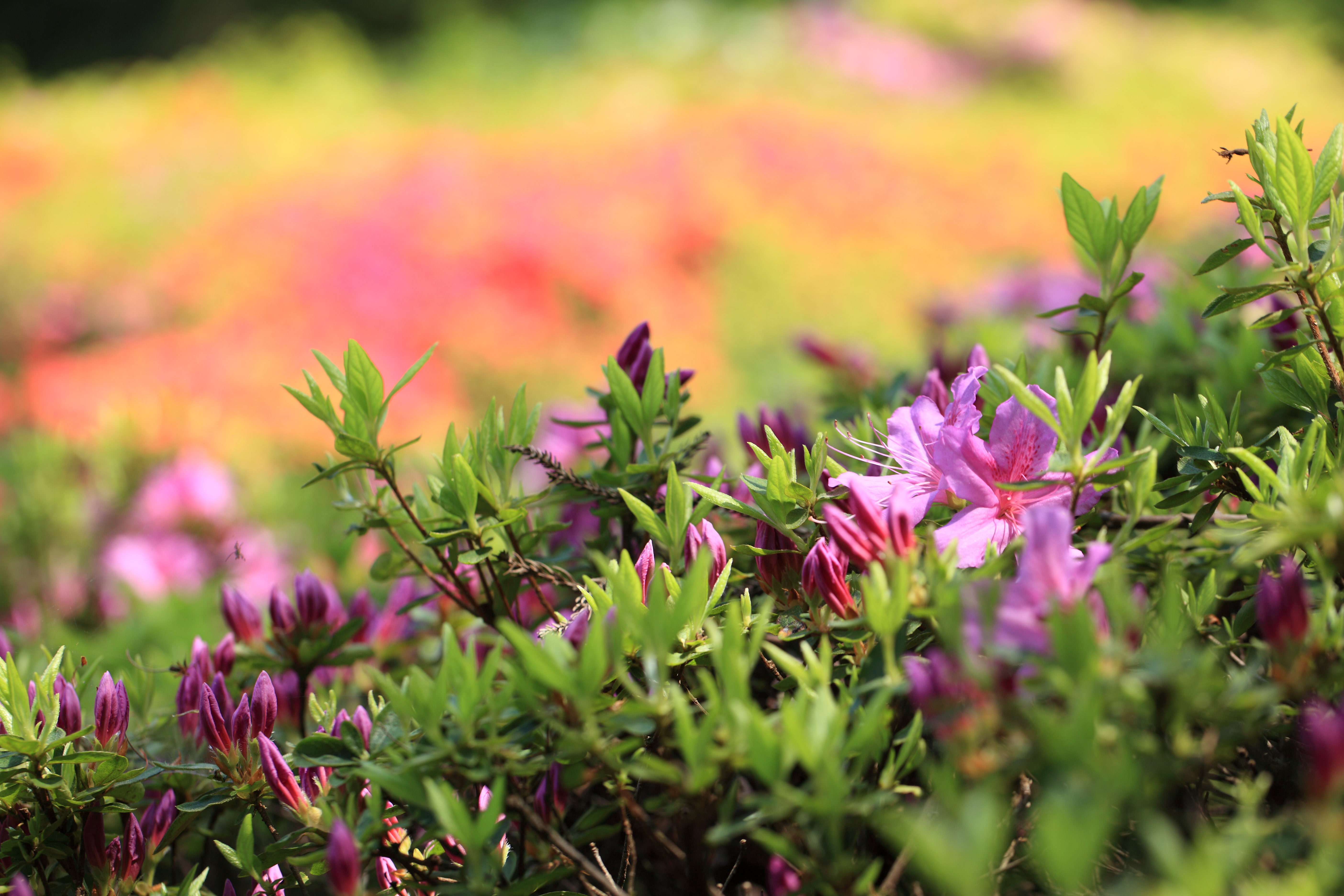
園内のつつじ
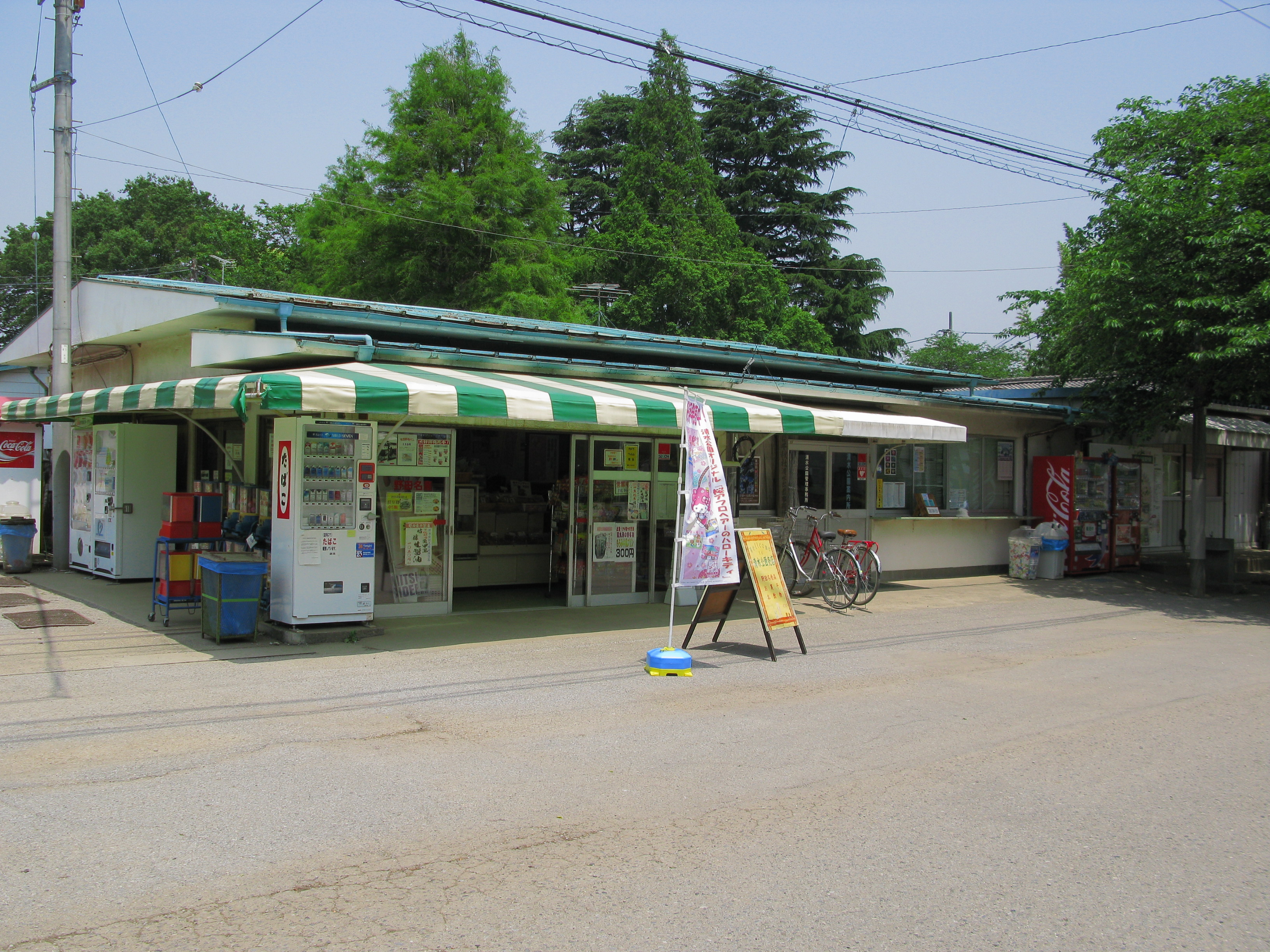
旧管理事務所（現存しない）

## 交通
- 最寄りの鉄道駅
  - 東武野田線（東武アーバンパークライン）清水公園駅より徒歩約10分[67]
- 自動車
  - 常磐自動車道 流山インターチェンジより、千葉県道5号松戸野田線経由、約12キロメートル
  - 常磐自動車道 柏インターチェンジより、国道16号経由、約12キロメートル
  - 園周辺に民間の駐車場がある（有料）

## 周辺

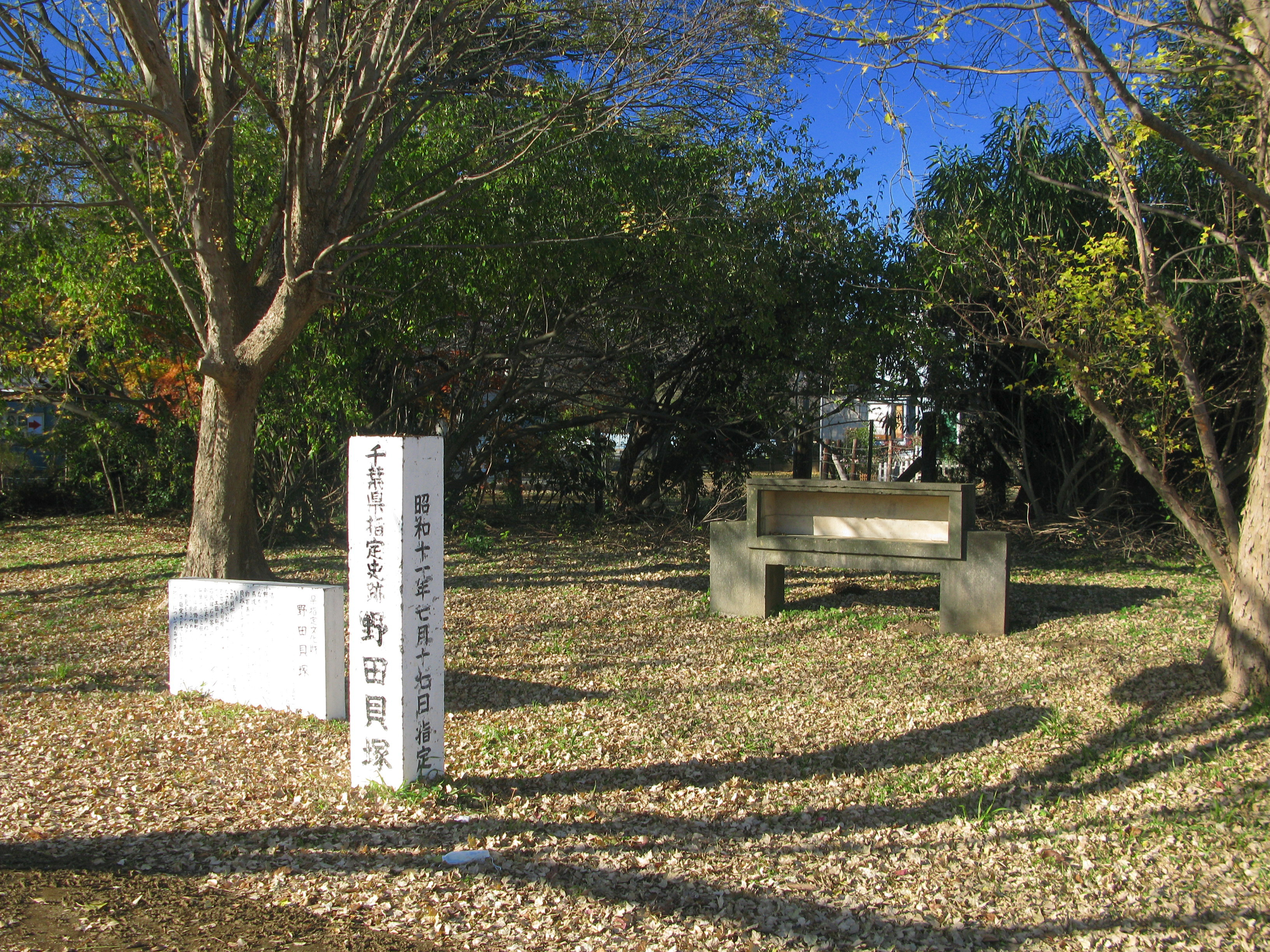
野田貝塚（2012年12月）

縄文遺跡の他「高梨本家」など、野田の醤油醸造に関わる近代化産業遺産が周囲に今なお残る。
- 野田市総合公園 - 当公園のすぐ北に隣接する野田市が管理運営している都市公園
  - 野田市総合公園体育館
  - 野田市総合公園陸上競技場
  - 野田市総合公園プール
- 座生沼 - 当公園のすぐ西側に隣接する。
- 野田貝塚 - 千葉県指定史跡。当公園のすぐ東側に隣接する。
- 岩名古墳 - 野田市指定史跡
- 上花輪歴史館（髙梨氏庭園） - 国の名勝
- 市民会館（旧茂木佐平治邸） - 国の登録有形文化財
- 野田の醤油発祥地 - 野田市指定文化財
- 愛宕神社 - 千葉県指定有形文化財
- キッコーマンもの知りしょうゆ館（予約制）
- キッコーマン野田工場製造第三部れんが蔵
- キッコーマン御用蔵
- 野田市郷土博物館（旧茂木佐平次邸）
- 千葉県道401号松戸野田関宿自転車道線（サイクリングロード）